# Emilio Sotomayor Baeza
Emilio Sotomayor Baeza (Melipilla, septiembre de 1826-Santiago, 17 de marzo de 1894) fue un político y  militar chileno, que participó en forma destacada en la Guerra del Pacífico contra Bolivia y Perú.

## Biografía
Hijo del agricultor Justo Sotomayor y Elzo y de Clara Baeza y Ojeda, fue el séptimo de 12 hijos varones, entre los que se destacó también Rafael Sotomayor Baeza. Se casó con Rosa Leighton Frederick.
Tras ingresar al Ejército en 1845 en 1846 ya era oficial a la Guardia Nacional. El 17 de agosto de 1847, antes de cumplir 22 años, ocupó la plaza de Alférez de Artillería.
Si bien no pasó como alumno en la Escuela Militar, su cultura e ilustración le permitieron conseguir ascensos en su carrera. 
A los tres años de su incorporación al Ejército ya era teniente. Con aquel grado enfrentó en 1851 la revolución pipiola, al llegar Manuel Francisco Montt Torres al gobierno. Bajo el mando del general Juan Vidaurre-Leal partió a Coquimbo, combatió en Petorca y sitió La Serena. En esta última acción resultó herido por la que mereció el ascenso a capitán.
Participó en la Guerra Civil de 1851 contra los liberales, en las batallas de Petorca y en el sitio de La Serena. Ocho años más tarde combatió en la Batalla de Cerro Grande.
En 1857 solicitó el retiro del servicio, pero un año más tarde fue nombrado comandante de la Guardia Municipal de Valparaíso por lo que tuvo que pedir su reincorporación al servicio activo, y fue ascendido en mayo de ese mismo año al grado de mayor. A las órdenes de Vidaurre-Leal nuevamente, se batió en Los Loros en 1859 y posteriormente en Cerro Grande, contra el ejército improvisado de Pedro León Gallo Goyenechea. El mismo año 1859 fue ascendido a teniente coronel y encargado de la artillería de Valparaíso. Junto a 25 soldados sofocó un motín que le costó la vida a Vidaurre-Leal, entonces intendente de Valparaíso. Cupo remplazarlo de forma interina.
En 1865, durante la Guerra contra España, fue nombrado intendente de Chiloé. Gracias a que fortificó la bahía de Ancud con artillería de grueso calibre los barcos españoles no atacaron el archipiélago en 1866.
En 1869 fue nombrado jefe de la Maestranza de Limache.
En 1867, fue nombrado presidente honorario del Instituto de África con sede en París, Francia.
Fue director de la Escuela Militar. Socio fundador de la Segunda Compañía de Bomberos Bomba A. Edwards R. en Valdivia.
Se desempeñó como diputado propietario por Castro, período 1870-1873, e integró la Comisión Permanente de Guerra y Marina.
En 1872 viajó a Europa como jefe de la Comisión Militar con el fin de comprar armamentos, momento en que aprovechó también de estudiar y perfeccionarse. El resultado del viaje fue la compra de 12.000 fusiles Comblain II que fueron el arma regular del ejército durante la Guerra del Pacífico.
En 1879 fue enviado a tomar la plaza de Antofagasta,  
En 1880, fue nombrado ascendido a General de brigada e inspector delegado del Ejército en operaciones contra Perú y Bolivia. Participó también en la ocupación de Lima, cuando las tropas chilenas entraron en forma triunfante a la capital peruana el 17 de enero de 1881, y se desempeñó como primer jefe político durante la ocupación. El 28 de febrero, accedió al cargo de general en jefe por ausencia del general Manuel Baquedano.
En 1856 ingresó a la Gran Logia de Chile, donde a partir de 1870 ocupó el cargo de Venerable Maestro de la Logia "Deber y Constancia" N.°7.
Dirigió la Escuela Militar en 1868, 1878 y 1880.
En 1888, tras más de 40 años de servicio se retiró definitivamente del Ejército.

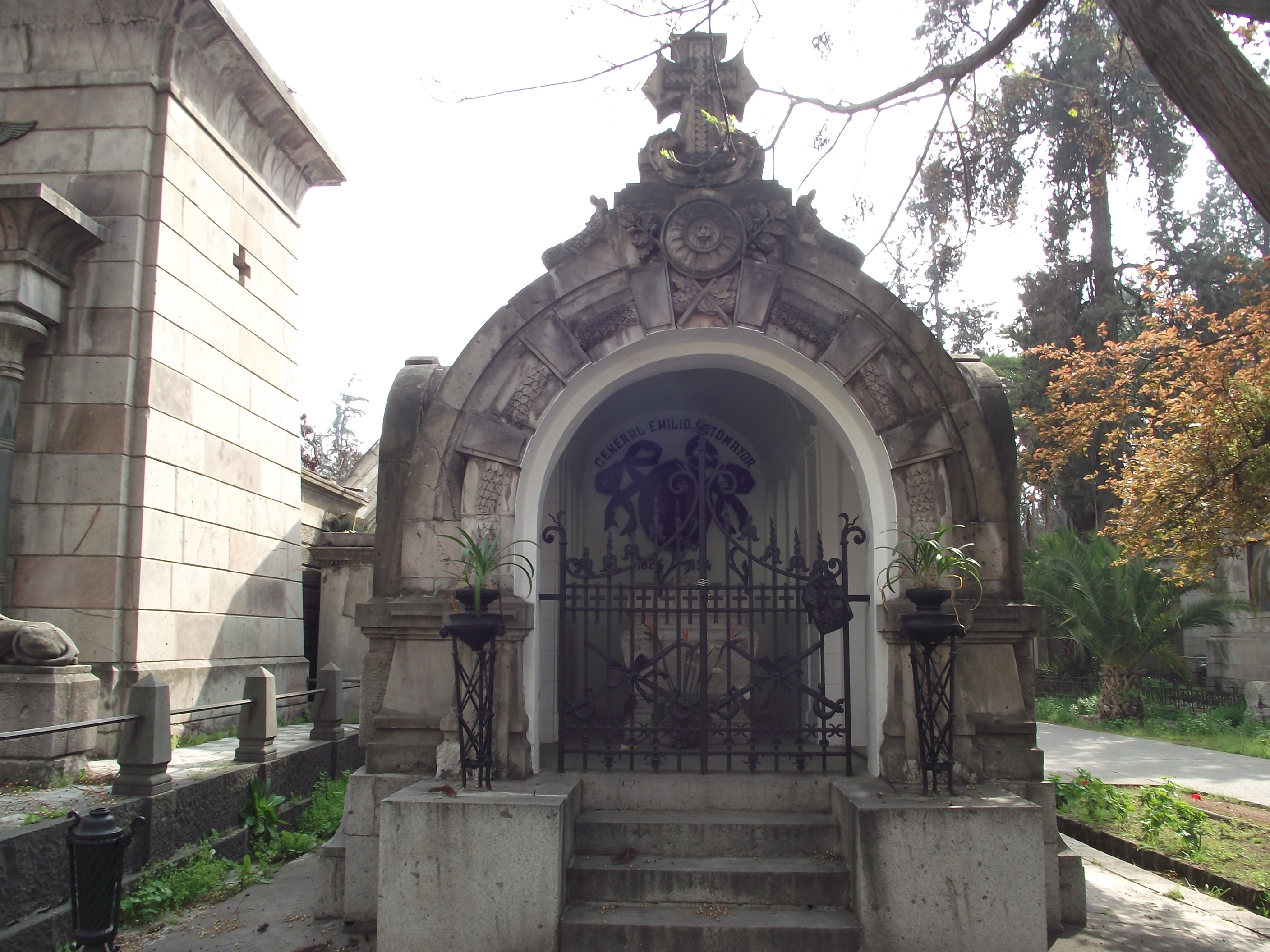
Tumba de Emilio Sotomayor en el Cementerio General de Santiago.

Falleció en su casa en Santiago el 17 de marzo de 1894, víctima de una extraña enfermedad.
| Precedido por: Cornelio Saavedra Rodríguez | General más antiguo e Inspector General del Ejército 1884-1888 | Sucedido por: José Francisco Gana Castro |